# Co Rentmeester
Pour les articles homonymes, voir Rentmeester.
Jakobus Willem "Co" Rentmeester (aussi Ko Rentmeester), né le 28 février 1936 à Amsterdam, est un rameur néerlandais. Il est devenu plus tard un photojournaliste et a couvert la guerre du Viêt Nam entre autres événements dignes d'intérêt.

## Biographie et carrière
Rentmeester a concouru pour les Pays-Bas aux Jeux olympiques d'été de 1960 à Rome. Dans les années 1960 il a déménagé aux États-Unis et a étudié la photographie au Art Center College à Los Angeles.
Après avoir obtenu son Bachelor of Arts, il commence sa carrière comme photographe indépendant en 1965 pour Life.

## Récompenses
- 1967 : World Press Photo of the Year, premier prix[2]
- 1972 : World Press Photo, premier prix dans la catégorie Sports
- 1976 : New York Art Directors Club award for his photo essay on Thomas Jefferson
- 1979 : World Press Photo : second prix dans la catégorie Color picture stories
- 1980 : Missouri School of Journalism, award for an essay on the U.S. Air Force
- 2001 : KLM Paul Huf Award

## Publications
- "Three Faces of Indonesia", 1974, Thames & Hudson Ltd.
- "Holland on Ice", 1998, First Edition.
- 'FOOTPRINTS" Co Rentmeester 2012, Uitgeverij de Kunst, Weesp, The Netherlands